# Wincor Nixdorf
Wincor Nixdorf é uma empresa alemã fornecedora de equipamentos, softwares e serviços destinados a uso bancário. A Wincor Nixdorf se concentra primariamente na venda, fabricação, instalação e serviço de sistemas de transação eletrônica (tais como caixas eletrônicos), equipamentos bancários, terminais lotéricos, terminais postais, softwares e serviços para mercados financeiros e comerciais no mundo.

## História
A Nixdorf Computer AG foi fundada em 1952 por Heinz Nixdorf. Em 1990, a companhia foi adquiria pela Siemens AG e renomeada para Siemens Nixdorf Informationssysteme. A empresa foi reestruturada para se concentrar exclusivamente em seu conjunto atual de produtos de 1998, renomeada então para Siemens Nixdorf Retail and Banking Systems GmbH. Após aquisição por Kohlberg Kravis Roberts e a Goldman Sachs Capital Partners em 1 de outubro de 1999, a empresa foi renomeada para Wincor Nixdorf. Ela entrou com IPO no dia 19 de maio de 2004. No dia 8 de novembro de 2006, o CEO Karl-Heinz Stiller anunciou sua saída do Conselho de Diretores. Eckard Heidloff foi eleito como seu substituto.

## Relações corporativas

### IBM
Após o fim da parceria com a InterBold em 1997, a IBM posteriormente entraria em uma associação de redistribuição com a Wincor Nixdorf. A IBM vende e presta serviços a máquinas Wincor Nixdorf em vários países das Américas.

### Unisys
A Unisys também possui relação com a Wincor Nixdorf em alguns países latino-americanos, tais como o Brasil.